# Pierre Kaempff
Pierre Kaempff, född den 1 juni 1897 i Longuyon, död den 18 augusti 1978 i Luxemburg, var en luxemburgsk bobåkare. Han deltog vid olympiska vinterspelen 1928 i Sankt Moritz och placerade sig på 20:e plats.